# Resurrezione di Lazzaro (Magnasco e Spera)
Resurrezione di Lazzaro è un dipinto di Alessandro Magnasco e Clemente Spera. Realizzato tra il 1735 e il 1740, è conservato nel Museo civico di Crema e del Cremasco.

## Descrizione
L'opera raffigura l'episodio biblico della resurrezione di Lazzaro. Le figure, realizzate dal Magnasco, sono collocate in un capriccio di rovine classiche, dipinto dallo Spera, suo abituale collaboratore nella realizzazione di dipinti di questo tipo.
Come in molti dipinti del Magnasco, la scena presenta una notevole tensione espressiva, resa attraverso le posture dei personaggi e la pennellata spezzettata e vibrante, in antitesi al modello settecentesco.